# 하비에르 이바녜스 (권투 선수)
하비에르 이바녜스 디아스(스페인어: Javier Ibáñez Diaz, 불가리아어: Хавиер Ибанес Диас, 1996년 7월 14일~)는 쿠바 태생 불가리아의 권투 선수이다. 쿠바 청소년 국가대표, 국가대표 출신으로 2018년에 불가리아으로 귀화했다. 2024년 하계 올림픽에 불가리아 국가대표로 참가하여 남자 페더급 동메달을 획득했다.